# Abrasif

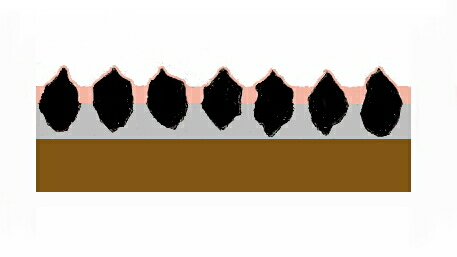
Grains abrasifs collés sur une surface.

Les abrasifs ou médias abrasifs sont des ingrédients de la tribofinition. Ils sont souvent à base céramique ou polyester. 
Leur forme est très variable et comprend principalement des cylindres coupe droite ou en biais, des triangles coupe droite ou en biais, des billes, des cônes, des pyramides, des tristars…
Ces médias abrasifs permettent de mécaniser des opérations d'ébavurage ou de polissage et d'apporter un traitement à la fois très uniforme et surtout constant, même sur des séries de pièces très importantes.
Les équipements utilisés sont soit des vibrateurs (circulaires ou linéaires), soit des centrifugeuses satellitaires à axe oblique (mouvement planétaire avec axe oblique) ; ces équipements constituent les dernières évolutions techniques grâce à la combinaison d'une très haute énergie de travail et de mouvements très complexes.
Un abrasif est une matière extrêmement dure, qui use d'autres matériaux plus tendres que cette matière.
On emploie par exemple des grains abrasifs recouvrant une feuille sous le nom de papier de verre.
On peut également projeter à grande vitesse cet abrasif sur la pièce à traiter, cela s'appelle du sablage quand l'abrasif est angulaire (corindon), et du microbillage quand les grains sont ronds (microbille de verre)
Parmi les abrasifs, citons l'oxyde d'aluminium ou alumine, carbure de silicium, l'émeri ou corindon et la poussière de diamant. 
Les abrasifs sont notamment agglomérés à des résines phénoliques ou des argiles pour former des meules ou des médias divers.
Ils peuvent être utilisés libres de tout support, sous forme de poudre.
Ils possèdent deux caractéristiques importantes :
- la dureté qui leur permet d'attaquer les matériaux plus tendre
- la taille des grains (granulométrie[3]) qui engendre l'état de surface final (la rugosité)